# Eck (Gemeinde Kirchschlag)
Eck ist eine Ortschaft und eine Katastralgemeinde der Gemeinde Kirchschlag im Bezirk Zwettl in Niederösterreich.

## Geografie
Die Streusiedlung befindet sich südöstlich von Kirchschlag und ist von Kirchschlag oder der Landesstraße L7189 über eine nach Schneeberg führende Nebenstraße erreichbar. Östlich des Ortes entspringt der Ecker Bach, der nördlich von Eck in die Kleine Krems mündet. Zum Ortsgebiet zählt auch die südwestlich liegende Einzellage Schmalzau.

## Geschichte
Der Ort wird spätestens 1590 zum ersten Mal schriftlich erwähnt.
Im Eintrag der Josephinischen Fassion aus Jahre 1786/87 gab es im heutigen Ort 6 Häuser.
Im Jahr 1822 wurde der Ort als Dorf mit sechs Häusern genannt, das nach Kirchschlag eingepfarrt war, wohin auch die Kinder eingeschult wurden. Die Herrschaft Gutenbrunn besaß die Ortsobrigkeit und besorgte die Konskription. Die Landgerichtsbarkeit wurde von der Herrschaft Pöggstall ausgeübt. Die Untertanen und Grundholde des Ortes gehörten der Herrschaft Gutenbrunn.
Nach der Entstehung der Ortsgemeinden 1849 wurde der Ort eine Katastralgemeinde der Ortsgemeinde Kirchschlag.
Laut Adressbuch von Österreich waren im Jahr 1938 in Eck ein Schmied und ein Schneider ansässig.

## Siedlungsentwicklung
Zum Jahreswechsel 1979/1980 befanden sich in der Katastralgemeinde Eck insgesamt 16 Bauflächen mit 4.997 m² und 4 Gärten auf 653 m², 1989/1990 gab es 21 Bauflächen. 1999/2000 war die Zahl der Bauflächen auf 39 angewachsen und 2009/2010 bestanden 31 Gebäude auf 57 Bauflächen.

## Bodennutzung
Die Katastralgemeinde ist landwirtschaftlich geprägt. 186 Hektar wurden zum Jahreswechsel 1979/1980 landwirtschaftlich genutzt und 49 Hektar waren forstwirtschaftlich geführte Waldflächen. 1999/2000 wurde auf 183 Hektar Landwirtschaft betrieben und 53 Hektar waren als forstwirtschaftlich genutzte Flächen ausgewiesen. Ende 2018 waren 175 Hektar als landwirtschaftliche Flächen genutzt und Forstwirtschaft wurde auf 54 Hektar betrieben. Die durchschnittliche Bodenklimazahl von Eck beträgt 17,6 (Stand 2010).